# Исаков, Григорий Степанович
Григорий Степанович Исаков (1775—1854) — русский кораблестроитель XIX века, построил более 30 судов различного ранга и класса, член Главной контрольной экспедиции, Кораблестроительного и учётного комитета Морского ведомства, инспектор и генерал-майор Корпуса корабельных инженеров.

## Биография
Исаков Григорий Степанович родился в 1775 году в семье чиновника.

### Ранние годы
Службу начал в 1784 году писчиком, 5 марта 1786 года назначен учеником галерного дела в Санкт-Петербургском адмиралтействе. 2 ноября 1798 году произведён в корабельные подмастерья с чином прапорщика.
В 1800 году построил на Охтинской верфи 22-пушечные катера «Вестник» и «Гонец». 3 октября 1802 года был командирован в порты Балтийского моря для осмотра и ремонта судов Балтийского флота. За выполненную работу получил Высочайшее благоволение. В 1803 году был командирован в Гатчину для исправления судов императорской флотилии. 10 мая 1804 года был назначен помощником корабельного мастера, переделывал в Гатчине яхту «Миролюбивая». За проделанную работу был награждён золотой табакеркой и 31 декабря 1804 года произведён в 12-й класс Табели о рангах.
В 1805—1806 годах на Охтинской верфи построил 22-пушечные корветы «Флора», «Мельпомена» и «Помона». 1 февраля 1806 года произведён в 9-й класс Табели о рангах.

### Корабельный мастер

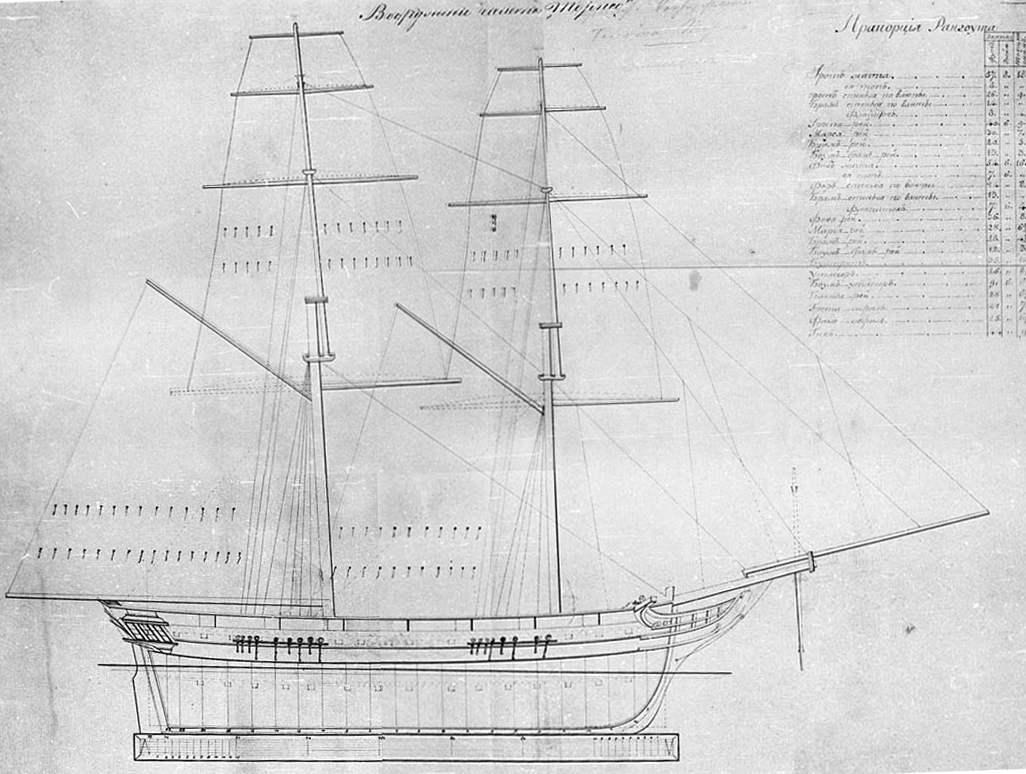
Чертёж галета «Торнео»

В 1807—1808 годах построил на Лодейнопольской верфи 36-пушечные фрегаты «Кастор» и «Полукс», 14-пушечные катера «Лось», «Олень», «Ястреб», «Дрозд», «Сверчок» и «Муравей». Вместе с корабельными мастерами А. К. Каверзневым и А. П. Антипьевым построил на той же верфи 69 канонерских лодок специальной постройки, 10 провиантских судов и 24 бота. Все построенные суда участвовали в войнах со Швецией в 1808—1809 годах и с Англией в 1807—1812 годах. В 1808 году Г. Исаков был награждён премией — 2700 рублей. 24 декабря 1808 года произведён в корабельные мастера 8 класса.
В 1808—1809 годах в Главном Адмиралтействе Санкт-Петербурга Г. С. Исаковым построил 14-пушечные галеты (малое двухпарусное судно) «Олень» и «Пчела» и 12-пушечную императорскую гвардейскую яхту с парусным вооружением брига «Нева» для великого князя Константина Павловича. За постройку яхты был награждён бриллиантовым перстнем.
15 января 1809 года в Санкт-Петербургском адмиралтействе самостоятельно заложил свой первый 74-пушечный линейный корабль «Память Евстафия». Достроить и спустить на воду корабль Исакову не довелось, так как он был направлен к другому месту службы. Корабль «Память Евстафия» был спущен на воду 30 сентября 1810 года помощником Г. Исакова, будущим знаменитым кораблестроителем А. А Поповым.
В 1810—1812 годах в Новом адмиралтействе Санкт-Петербурга Г. Исаков построил 74-пушечные парусные линейные корабли «Мироносец» (спущен на воду 24 мая 1811 года) и «Юпитер» (спущен 19 сентября 1812 года), а также 14-пушечные галеты «Торнео», «Паллада» и «Церера».
В 1812 году на Галерной верфи Санкт-Петербурга совместно с корабельным мастером И. С. Разумовым построил 60 канонерских лодок, которые участвовали в Отечественной войне 1812 года и войне с Францией 1813—1814 годов.
7 августа 1814 в Санкт-Петербургском Главном адмиралтействе совместно в кораблестроителем В. А. Ершовым приступил к строительству 110-пушечного корабля «Лейпциг». Корабль был спущен на воду 20 сентября 1816 года и вошёл в состав Балтийского флота. 12 декабря 1816 года г. Исаков произведён в корабельные мастера 7 класса, в 1817 году награждён орденом Святого Владимира 4 степени.

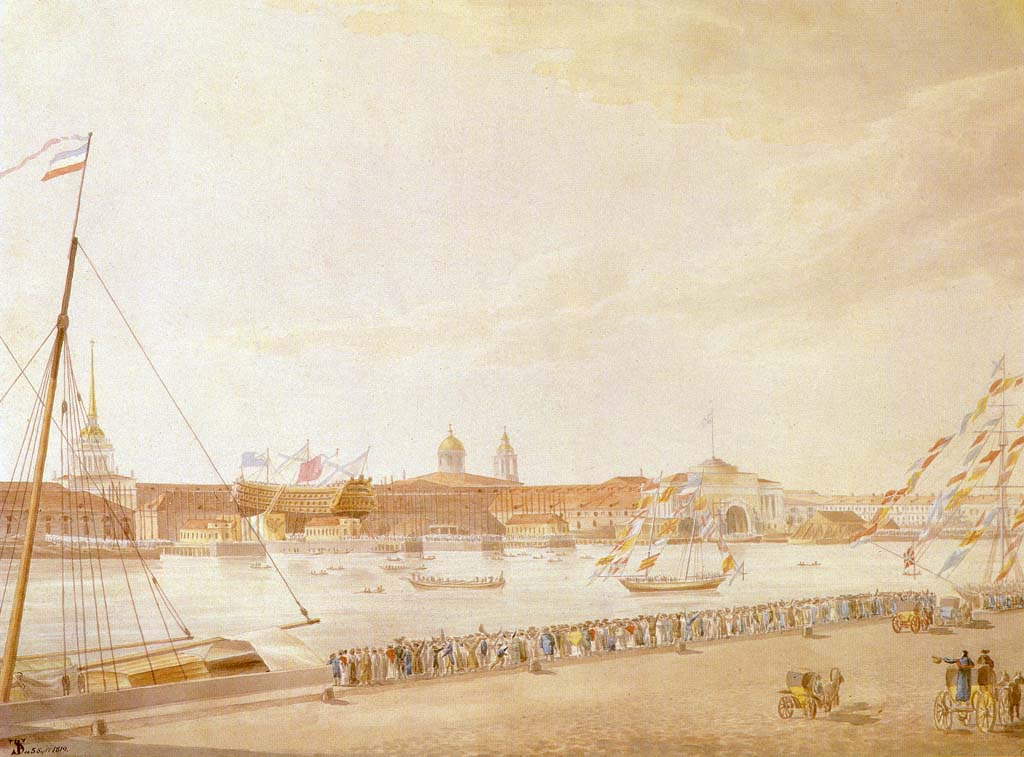
«Спуск корабля на Неве». Акварель Ф. Ф. Шенрока. 1819 г.

В 1819 году построил камели для судов 44-пушечного ранга. 25 мая 1820 года был назначен членом главной контрольной экспедиции. В 1820—1821 годах Исаков строил в Петербургском порту 34-пушечный корабль «Эмгейтен», помощником при строительстве у него был, впоследствии знаменитый учёный-кораблестроитель С. О. Бурачек. 12 декабря 1822 года произведён в коллежские советники. 5 января 1826 года награждён орденом Святой Анны 2 степени. 15 апреля 1826 года был назначен исправляющим должность директора кораблестроения, 22 декабря — переименован в полковники Корпуса корабельных инженеров.
В 1826—1829 годах в Санкт-Петербургском Главном адмиралтействе Г. С. Исаков построил три крупных, водоизмещением — 4413 тонн, 110-пушечных линейный парусных корабля. 13 октября 1827 года спустил на воду головной корабль серии «Император Александр I», за что был награждён единовременной денежной премией 2000 рублей. 2 мая 1829 года спустил корабль «Император Пётр I», а 15 октября того же года — «Святой Георгий Победоносец». За постройку кораблей был награждён бриллиантовым перстнем в 3000 рублей,  в день спуска «Святого Георгия Победоносца» произведён за отличие в генерал-майоры Корпуса корабельных инженеров.
26 февраля 1833 года был назначен временным членом Кораблестроительного и учётного комитета Морского ведомства. В 1834 году находился с инспекцией в Архангельске с целью изучения состояния кораблестроения в Архангельском адмиралтействе и выработке мер по дальнейшему его развития.
6 августа 1835 года назначен исправляющим должность инспектора Корпуса корабельных инженеров. С 1837 по 1850 годы ежегодно находился в комиссиях по дефектным исправлениям судов Кронштадтского порта. В 1841 году назначен к наблюдению за всеми судостроительными работами Морского ведомства. 16 апреля 1841 года был награждён орденом Святого Станислава 1 степени. 25 июня 1847 года за долговременную службу построенных им судов, по Высочайшему повелению, был пожалован ежегодным двойным окладом по чину. 8 февраля 1851 года вышел в отставку.
Умер Григорий Степанович Исаков 29 апреля 1854 года.